# Петна
Петна (пол. Pietna, нім. Teichgrund) — село в Польщі, у гміні Крапковиці Крапковицького повіту Опольського воєводства.
Населення — 357 осіб (2011).

## Демографія
Демографічна структура станом на 31 березня 2011 року:
|          | Загалом | Допрацездатний вік | Працездатний вік | Постпрацездатний вік |
| -------- | ------- | ------------------ | ---------------- | -------------------- |
| Чоловіки | 174     | 32                 | 129              | 13                   |
| Жінки    | 183     | 39                 | 104              | 40                   |
| Разом    | 357     | 71                 | 233              | 53                   |